# آلکس منسس
آلکس منسس (انگلیسی: Alex Meneses؛ زادهٔ ۱۲ فوریهٔ ۱۹۶۵) یک هنرپیشه اهل ایالات متحده آمریکا است. وی از سال ۱۹۹۴ میلادی تاکنون مشغول فعالیت بوده‌است. وی بدلیل بازی در مجموعه پزشک دهکده  در نقش خانم ترزا مورالز شناخته شد.